# 日ノ出町 (境港市)
日ノ出町（ひのでちょう）は、鳥取県境港市の町名。郵便番号は684-0024（境港郵便局管区）。 

## 地理
弓浜半島の北東部、境水道の沿岸部に位置する。

## 歴史
1926年（大正15年）から現在の町名。はじめ境町、1954年（昭和29年）境港町、1956年（昭和31年）からは境港市の町名
地内には千坊とよばれる大墓地があり中世の板碑も発見されていたが1974年（昭和49年）に整理されて公園となった。

### 出来事

#### 昭和時代
昭和10年大火発生
軍用船玉栄丸爆発事件

## 経済

### 産業
かつて存在した企業
- 景山合名会社 - 目的は料理屋業、酌婦、置屋業[5]。設立の年は1936年[5]。代表社員は景山圭一[5]。

## 世帯数と人口
2022年（令和4年）7月31日現在の世帯数と人口は以下の通りである。
| 町丁     | 世帯数 | 人口  |
| -------- | ------ | ----- |
| 日ノ出町 | 85世帯 | 143人 |

### 世帯数と人口の変遷
世帯数・人口は1955年（昭和30年）168・610、1980年（昭和55年）132・407。

## 小・中学校の学区
市立小・中学校に通う場合、学区は以下の通りとなる。
| 番地 | 小学校           | 中学校             |
| ---- | ---------------- | ------------------ |
| 全域 | 境港市立境小学校 | 境港市立第一中学校 |

## 交通

### 鉄道
町内に鉄道駅はない。

### 道路
町内を通過する国道、県道はない。

## 施設
- 市営日ノ出駐車場
- NTT西日本 境港電話交換所
- 瀧川医院 - 滝川家は戦国時代の武将滝川一益を先祖とする[7]。

## 出身人物・ゆかりのある人物

### 医師
- 滝川一穂（医学博士、滝川内科医院長[8]）